# Dupleix (metropolitana di Parigi)
Dupleix è una stazione della metropolitana di Parigi sulla linea 6, sita nel XV arrondissement.

## La stazione
La stazione venne aperta nel 1906 ed il suo nome ricorda Joseph François Dupleix, (Landrecies 1697 — Parigi 1763), amministratore e colonizzatore francese. Governatore generale della Compagnie des Indes nel 1742, egli sviluppò la posizione commerciale della Francia lottando contro l'influenza inglese. Nonostante il Trattato di Aquisgrana (1748), egli realizzò un protettorato francese sul sud dell'Altopiano del Deccan che gli inglesi disfecero. Nel 1754, venne richiamato in Francia e le sue fortune, che aveva totalmente investito in India, andarono completamente perse.

## Interconnessioni
- Bus RATP - 42